# كأس مصر 1927–28
كأس مصر لكرة القدم 1927–28 ويعرف أيضًا بـكأس الأمير فاروق 1927–28 هو النسخة السابعة من أعلى بطولة إقصائية مصرية وهي كأس مصر لكرة القدم. لعب النهائي بين ناديي الأهلي والمختلط، وهو النهائي الخامس الذي يلعبه الأهلي والثاني للزمالك. انتهى النهائي بفوز الأهلي بنتيجة 1–0، ليتوج بذلك برابع ألقابه في البطولة.

## النهائي
| 20 أبريل 1928 النهائي | الأهلي          | 1–0   | المختلط |  |
|                       | ممدوح مختار صقر | تقرير |         |  |